# Марио Кръстев
Марио Кръстев е български актьор и режисьор.

## Биография
Роден е в град София на 24 март 1954 г. Завършва ВИТИЗ „Кръстьо Сарафов“ със специалност кино и телевизионна режисура в класа на професор Христо Христов. Режисира игрални и документални филми.

## Филмография
Като режисьор
- Арис (тв, 1983)
- Варницата (тв, 1983)

Като актьор
- Изпепеляване (2004) Кофти
- Под игото (9-сер. тв, 1990, България/Унгария)
- Меги (1989) – Турлата
- АкаТаМус (1988)
- Борис I (2-сер., 1985)
- Комбина (1982) – фотографът
- Мера според мера (7-сер. тв, 1981) – Божил Балтов
- Мера според мера (3-сер., 1981) – Божил Балтов
- Боянският майстор (2-сер. тв, 1980)
- Трампа (1978) – Венеамин